# Whit’s Diner
Das Lloyd’s Diner (ehem. Whit’s Diner) ist ein 1942 gebauter Diner in Framingham im Bundesstaat Massachusetts der Vereinigten Staaten. Es zählt aufgrund seines Tonnendachs zu den sogenannten „Barrel-Roof-Dinern“ und wurde am 4. Dezember 2003 im Rahmen der Multiple Property Submission Diners of Massachusetts MPS unter der Bezeichnung Whit’s Diner in das National Register of Historic Places (NRHP) eingetragen.

## Beschreibung
Das Lloyd’s Diner wurde 1942 als Baunummer #783 von der Worcester Lunch Car Company hergestellt. Nachdem es zunächst als Whit’s Diner in Orange betrieben wurde, steht es seit 1990 in einem gemischt genutzten Gebiet in Framingham nahe den Bahngleisen westlich des Geschäftszentrums der Stadt. Es besteht aus einer Holzrahmenkonstruktion, steht auf einem Betonfundament und verfügt über ein mit Asphalt-Schindeln verkleidetes Tonnendach (englisch barrel roof). Die Außenwände sind mit roter Email verkleidet, auf der in weißer Farbe der Name des Diners steht. Die Eingänge befinden sich jeweils an den kurzen Seiten des Diners.
Das Diner weist ein ungewöhnliches Innendesign auf, da – anders als bei den meisten anderen Dinern dieses Typs – die Theke sich nicht über die gesamte Länge erstreckt, sondern nur ein kürzeres Stück im westlichen Teil belegt, während sich gegenüber am östlichen Ende Tischnischen befinden. An der Theke stehen acht Barhocker, die ebenso wie die Sitzplätze an den Tischen mit PVC bezogen sind. Die Oberflächen der Theke und der Tische bestehen aus Marmor, während das Dach mit hellblauem Laminat verkleidet ist. Die Wände sind in Hellgelb gehalten, der im Original erhaltene Boden besteht aus Kacheln in den Farben Rotbraun, Rot, Schwarz und Creme. Das Lloyd’s Diner verfügt über einen 1990 errichteten Anbau auf der Rückseite, in dem sich die Küche und Toiletten sowie Sitzgelegenheiten für Rollstuhlfahrer befinden.

## Historische Bedeutung
Das Lloyd’s Diner ist eines von mehreren gut erhaltenen, klassischen Barrel-Roof-Dinern der Worcester Lunch Car Company. Es war zum Zeitpunkt der Aufnahme in das NRHP das einzige historische Diner in Framingham. Das Diner wurde am 21. März 1942 ausgeliefert und unter dem Namen Whit’s Diner in Orange innerhalb des Orange Center Historic District von Robert E. Whitney und Richard C. Whitney betrieben. Nach 1960 wurde das Diner in Orange Diner umbenannt und 1989 geschlossen.
1990 entdeckten Richard und Joan Lloyd das Diner und kauften es im Juni desselben Jahres. Sie versetzten es an seinen heutigen Standort in Framingham und restaurierten den Restaurantwagen mit der Unterstützung des Diner-Experten Richard Gutman. Das neue Lloyd’s Diner wurde im Januar 1991 eröffnet.